# Rue Bassenge
La rue Bassenge est une rue du quartier administratif du Centre de Liège (Belgique) reliant la rue Saint-Gilles à la rue Nysten.

## Odonymie
Depuis 1863, la rue rend hommage à Jean-Nicolas Bassenge, né le 24 novembre 1758 à Liège où il est mort le 16 juillet 1811, écrivain et révolutionnaire liégeois, membre du Conseil des Cinq-Cents à Paris où il représentait le département de l'Ourthe. Avant 1863, la voie s'appelait la rue Madame. La rue est tracée sur la carte Ferraris de 1777 et est sans doute bien antérieure à cette époque.

## Situation et description
Cette rue pavée relie la rue Saint-Gilles à la rue Nysten, au bas du quartier du Laveu. La rue constituée de deux légers virages mesure environ 200 mètres et compte une cinquantaine d'immeubles d'habitation. Elle applique un sens unique de circulation automobile des deux extrémités de la rue (rue Saint-Gilles et rue Nysten) vers la rue Fusch.

## Architecture
La rue présente un ensemble architectural assez homogène principalement composé de maisons de style néo-classique en brique de trois travées et trois niveaux (deux étages) érigées vers 1850. Contrairement aux autres immeubles de la rue, la maison sise au no 46 est placée obliquement par rapport à la voirie. Elle possède cinq travées mais un seul étage. La maison voisine (no 44), plus étroite, a la même orientation.

## Voies adjacentes
- Rue Henkart
- Rue Saint-Gilles
- Rue Fusch
- Rue Nysten
- Rue Defrance